# Доротея Баварська (1920—2015)
Дорот́ея Бав́арська (нім. Dorothea von Bayern), повне ім'я Доротея Тереза Марія Франциска, принцеса Баварська, нім. Dorothea Therese Marie Franziska Prinzessin von Bayern; 25 травня 1920 — 5 липня 2015) — баварська принцеса з династії Віттельсбахів, донька баварського принца Франца Марії Луїтпольда та принцеси Ізабелли фон Круа, дружина титулярного великого герцога Тосканського Готтфріда Австрійського.

## Біографія
Доротея народилася 25 травня 1920 у замку Лотштеттен поблизу Штарнберга. Вона була п'ятою дитиною та четвертою донькою в родині баварського принца Франца Віттельсбаха та його дружини Ізабелли фон Круа. Дівчинка мала старшого брата Людвіга та сестер Марію Єлизавету, Альдегунду та Елеонору. За шість років у неї з'явився молодший брат Рассо.
Замок, де народилася Доротея, перебував у власності Віттельсбахів від 1875 року і був улюбленою резиденцією її діда, короля Баварії Людвіга III.
У віці 18 років Доротея взяла шлюб із 36-річним ерцгерцогом Готтфрідом Австрійським. Цивільна церемонія відбулася 2 серпня 1938 року, вінчання пройшло 3 серпня у Шарварі. У подружжя народилося четверо дітейː. У листопаді 1948 її чоловік успадкував титул великого герцога Тосканcького. Готтфріда не стало взимку 1984-го.
Доротея пішла з життя, переживши всіх братів і сестер, 5 липня 2015 у віці 95 років. Прощання із герцогинею відбулося 18 липня у парафіяльній церкві Святого Гільгена у Зальцбурзі. Як і чоловіка, її поховали на цвинтарі Святого Гільгена.

## Родина
Чоловік — Готтфрід Австрійський, титулярний великий герцог Тосканський
Діти:
- Єлизавета (нар.1939) — дружина Фрідріха фон Брауна, має трьох дітей;
- Аліса (нар.1941) — дружина барона Вітторіо Манно, мають двох дітей;
- Леопольд Франц (нар.1942) — був двічі одруженим, має двох дітей;
- Марія Антоніетта (нар.1950) — дружина барона Ганса Вальтера цу Ірміха, мають сина та доньку.

## Титули
- 25 травня 1920—2 серпня 1938 — Її Королівська Високість Принцеса Доротея Баварська;
- 2 серпня 1938—5 липня 2015 — Її Імператорська та Королівська Високість Ерцгерцогиня Доротея Австрійська, Принцеса Тоскани;
- 2 серпня 1938—21 січня 1984 — Її Імператорська та Королівська Високість Велика Герцогиня Тоскани;
- 21 січня 1984—5 липня 2015 — Її Імператорська та Королівська Високість Вдовіюча Велика Герцогиня Тоскани.